# 仮面ライダーシリーズにおける変身
- 仮面ライダーシリーズ > 仮面ライダーシリーズにおける変身
- 変身 > 変身 (ヒーロー) > 仮面ライダーシリーズにおける変身

本項目では、特撮テレビドラマ仮面ライダーシリーズにおける変身について記述する。
変身（へんしん）は、仮面ライダーシリーズにおける設定要素で、登場人物がヒーローキャラクターに姿を変えることを指す。

## 成立の過程
「変身」は、シリーズ第1作『仮面ライダー』の制作にあたって、新ヒーローを一言で表現できるインパクトのある言葉を探していた渡邊亮徳が、書棚にあったフランツ・カフカの『変身』から名称を取り入れたものである。「変身」という言葉自体は『宇宙猿人ゴリ』に見られるように、ヒーロー番組で既に使用されていた。しかし当時はまだ知名度の低い表現であり、『仮面ライダー』制作スタッフによる最初の打ち合わせでは台本に書いてある「変身」の意味をだれも理解できず、スーツアクターだった岡田勝ですら「どうして面をかぶるのか」と疑問に思っていたという。
番組開始時の仮面ライダー1号 = 本郷猛の設定は、バイクに乗り風を受けて変身するというものだった。後に藤岡弘が撮影中の怪我により長期休養を余儀なくされ、急遽新たに登場した仮面ライダー2号 = 一文字隼人が「変身ポーズ」の誕生のきっかけとなった。
当初は1号ライダーと同様の変身が検討されていたが、一文字役に抜擢された佐々木剛は、当時オートバイの運転免許を持っていなかった。佐々木はそのことを事前にスタッフに知らせておらず、内田有作（東映生田スタジオ所長）がそのことを問い詰めると、佐々木は「俺は『風を受けて』とか、そういう受け身なのは好きじゃないんだよ！ここは一発、自分からやる！みたいなポーズか何かはないのか？」と言った。
ポーズの導入は毎日放送映画部長・庄野至の意向だった。また、そのときに叫ぶ「変身！」というセリフは平山亨が暫定的に入れたものだったが、結局そのまま採用された。以降、仮面ライダーシリーズにおける変身者は大半の作品で「変身!」というセリフとともにライダーに変身しており、作品ごとに固有のセリフで変身するスーパー戦隊シリーズなどと対照的なスタンスをとっている。
ポーズの内容は技斗の高橋一俊がほとんどイメージで作り上げたものである。大野剣友会が携わった1969年のテレビドラマ『柔道一直線』で主演を務めた櫻木健一は、同作中の独特の構えについて「（高橋一俊と）ふたりで考えたんです。あれが仮面ライダーやミラーマンなどの変身ポーズにつながっていくんですが、イメージとしては『宇宙の力』を自分の体の中に蓄える感じでした」と語っており、着想元として中村錦之助演ずる『源氏九郎颯爽記』3部作に出てきた二刀流の構えを挙げている。「両腕を水平にそろえて伸ばす」などの姿勢は、同じく櫻木が出演し大野剣友会が関連した1970年の柔道映画『柔の星』でもファイティングポーズとして使われているのが確認できる。これは仮面ライダー1号のファイティングポーズとしても導入されていたが、2号の登場にあたり一応前のライダーとの関連を持たせようと改めて変身ポーズとして採用された。
「変身ポーズ」の存在は、「自らの意思で変身する」という点で視聴者に「より強いヒーロー像」を与え、また「変身ブーム」と呼ばれる社会現象を起こした（詳細は変身ブームを参照）。

## 昭和シリーズの変身

### 設定・演出（昭和）
第1作『仮面ライダー』から『仮面ライダーJ』までの仮面ライダーにおける主人公は、改造手術によって肉体を機械や人工細胞に置き換えた「改造人間」（強化人間）である。
ライダーへの変身は独自のポーズを取る。『テレビマガジン』1972年10月号の「仮面ライダーのひみつ100」によると、このポーズは体内の機械を動かすスイッチの役目がある。また「変身！」と叫ぶのは精神統一のためである。なおポーズを取っている間に敵が攻撃の手を休めているわけではなく、素早い動きで隙を見て変身しているとされる。
仮面ライダーはしばしば飛び上がって高いところから現れるが、これは、正体を知られないように他人がいないところで変身しているためである。また、変身に際しては「シャキーン」ないし「ピューン」と表現される独特の効果音が挿入される。『仮面ライダー』が嚆矢となって定番化したこれらの演出には、ともに東映娯楽時代劇からの影響が見られる。
仮面ライダーが変身に必要とするアイテムは主にベルトであり、「変身ベルト」という名称が確立している。ただしライダー全員が変身ベルトを用いるわけではなく、シリーズ第2作『仮面ライダーV3』の時点で早くもヘルメットと強化服で変身するライダーマンが登場している。

### 考察（昭和）
仮面ライダー・本郷猛は、悪の組織ショッカーによって肉体を改造されサイボーグ戦士となったが、脳まで改造されて自由意志を奪われる前に脱出し、ショッカーに反旗を翻すことになる。
石ノ森章太郎による漫画版『仮面ライダー』において、平時は一般的な人間と同じ姿をしている本郷は、激しい感情に駆られると顔に改造手術の傷跡が浮かび上がる。この傷は彼がまだ人間の心を持っている証であるが、同時にその肉体がすでに人間でなくなってしまっていることを表している。傷ついた素顔を隠すために本郷は仮面をかぶるのである。
ところが、ショッカー怪人・コブラ男との初戦の後、本郷は「仮面こそが今の自分の素顔であり、傷のある人間の顔のほうが偽物だ」と述懐する。つまり、本来の姿が傷つけられたゆえに非本来的な仮面をまとっていた本郷は、人間の顔を傷跡ごと封印してまったく別の姿に変身することで「仮面ライダー」としての本来性を獲得するのである。ここでの変身は「疎外されたから、傷つけられたからこそ力を持つ」という、逆差別的なナルシシズムを確立するための装置として描かれており、カウンターカルチャー的回路として機能している。
テレビシリーズでも、第1作『仮面ライダー』の初期エピソード群、いわゆる旧1号編では本郷が蛇口をひねって壊したり、子供の手を握って痛がられたりと、彼がもう通常の人間ではなくなってしまったことを強調しており、「改造人間の哀しみ」というテーマを丁寧に拾おうとしている。
しかし新主人公の一文字隼人 = 仮面ライダー2号の登場とともに番組は路線変更し、物語よりもアクションを重視した勧善懲悪の娯楽劇に移行した。この変更は年少視聴者の支持を受け、商業的には成功だったが、長石多可男のように「悪の手で改造されつつも正義感だけは失わなかった」というニュアンスが薄くなったことを惜しむ者もいた。長石は続編の『仮面ライダーV3』で改造人間の悲哀を大きく取り上げた第49話の脚本を執筆しているが、いずれにせよ『V3』以下のライダー作品続編群では、改造人間の苦悩の描写は数話で解消し、主人公は「この力で悪と戦う」と開き直ってしまう。
『仮面ライダーZX』は主人公の戦う動機が悪の組織に殺された姉の復讐であり、設定を見る限りでは特に暗くしようという傾向の強い作品だが、特別番組『10号誕生!仮面ライダー全員集合!!』の最後では主人公が仮面ライダーV3から「仮面ライダー10号」として認められ、続けて仮面ライダースーパー1から「おめでとう」と言われている。ここでの改造人間 = 仮面ライダーであることは、スポーツ選手のごとく「選ばれた一員」のような扱いを受けている。もっともスーパー1は宇宙開発という善意の目的のため自ら志願して改造人間となったので、こういう発言も不自然ではない。

## 平成シリーズの変身

### 設定・演出（平成）
平成仮面ライダーシリーズでは、旧作の基本的な設定だった「改造人間」という要素は用いられていない。仮面ライダーが取り返しのつかない手術のために元の体に戻れないという設定は、手術を受けようとする人や受けた後の人を苦しめるおそれがある点や、執刀医を悪として描くことは職業差別となりかねないからという点が考えられる。また、医療技術の進歩によって現実に機械の力で日常生活を送っている人が増えたため、制作者側もそうした人々を不快にしないように配慮している。
平成シリーズでの変身能力は、異生物や古代あるいは未来の技術のような、オカルティックもしくはSF的な存在の力が注がれることにより獲得される。ただ、改造人間同士の戦いという要素は失われても、仮面ライダーと敵との間に何らかの類似性があるという点は受け継がれている。
アイテムの使用や強化服の着用によって変身する仮面ライダーが増えたため、複数の人物が同一の仮面ライダーに変身したり、逆に1人の人物が複数の仮面ライダーに変身する事例も生まれた。さらに、もともと仮面ライダーではなかった者が変身者の資格を得ようとする、あるいはそれに挫折するという物語も可能になった。
昭和ライダーでも一部に見られた多段変身「フォームチェンジ」が本格的に導入され、ライダーが戦況に応じて異なる能力や姿を使い分けたり、より強化された形態への変身能力を獲得する展開が一般的になった。
昭和のころに比べると、生身の人間が変身していく過程と変身ベルトの凝ったギミックを見せることに重点が置かれており、移動せずにその場で特殊効果を使って変身を表現している。また、概してヒーローの正体を隠すことは物語上あまり重要視されておらず、どこでも変身している。

#### 平成仮面ライダーの変身ガジェット
仮面ライダーが変身に用いるガジェットの在り方に関して、大きな飛躍を見せたのが平成ライダー第3作『仮面ライダー龍騎』である。本作品の重要なキーアイテムは「アドベントカード」であり、仮面ライダーたちはベルトのバックル部にカードデッキを装填して変身する。それに加えて、デッキから取り出したカードをバイザーに読み取らせることで必殺技を発動する設定であり、アイテムが変身だけに留まらず攻撃の起点ともなっていた。以降のシリーズ作品では、ベルト単体の力で変身するのではなく、ベルトにガジェットを直接挿し込んだり（「555」「剣」など）、ベルトにガジェットから情報を読み込ませて（「電王」「ウィザード」など）変身するスタイルが主流となっていく。
やがて平成シリーズが第2期に入ると、変身ガジェットは急激な進化を遂げていく。第2期第1作『仮面ライダーW』ではUSBメモリをモチーフとした「ガイアメモリ」がキーアイテムとして扱われ、これがコレクターズアイテムとしての変身ガジェットの流れを確立した。玩具としてのガイアメモリは、2008年の『炎神戦隊ゴーオンジャー』のキーアイテム「炎神ソウル」を発展させた物である。炎神ソウルのギミックは武器やロボに装填することで複数の音声を再生するものだったが、ガイアメモリは音楽要素を強くしており、2本のメモリから再生されるイントロとサビがうまくつながってメロディを形成するようになっていた。だが、爆発的なヒット商品となったガイアメモリの成功要因のひとつは、立木文彦が担当した「サイクロン！」などの「声」の力であった。
『W』で実現した「変身ベルトにより2つのメロディラインを合わせる」ギミックを越えるため、第2期第2作『仮面ライダーオーズ/OOO』ではキーアイテム「オーメダル」をベルトに装填すると串田アキラによる歌が流れるようになった。歌の効果もあって、オーメダルは前年を上回る超ヒット商品となった。
『オーズ』以降、変身ベルトからは歌や音楽が流れるのが定番となった。だが過剰な「変身ソング」ギミックは、作劇上の違和感を生む要因ともなりかねない負の側面をも有している。番組制作側もそのことは承知しており、2014年の『仮面ライダードライブ』ではベルトの音声をシンプルにしてメロディ主体にしている。その一方、子どもたちの視点からはもはや歌なしの変身音が地味に映るのではないかという懸念もあり、二律背反となっている。

### 考察（平成）
平成仮面ライダーシリーズ第1作である『仮面ライダークウガ』は、改造人間という設定の排除のほか、さまざまな新要素が盛り込まれているものの、まだ多少は昭和ライダーの面影を引いていた。
テーマが大きく変化したのは、平成ライダー第2作『仮面ライダーアギト』からである。この作品における仮面ライダーの敵・アンノウンは、超能力者を次々と殺害していく。なぜなら超能力者が進化を続けると、アンノウンの主が忌み嫌う「アギト」になるからである。劇中に登場する超能力者たちはみな過去の精神的外傷に苦しんでおり、超能力を極めてアギトに「変身」する、つまり傷を力に変換することで救済を得ようとするが、ほとんど全員が望みを果たせないまま死んでいく。しかし主人公・津上翔一だけは例外で、アギトであることを肯定的に受け入れて日々を生きており、過去に苛まれることは少ない。津上と、彼に影響を受けて逆差別的ナルシシズムに頼らず自己を確立できた人物は最後まで生き残っている。そして、物語はやがて無数のアギトが誕生することを予感させつつ幕を閉じる。
平成ライダー第3作『仮面ライダー龍騎』では、13人の仮面ライダーがそれぞれの願いをかなえるため互いに戦う。この作品の中では、仮面ライダーは正義の味方ではなく、善人でも悪人でもライダーになれる。変身者としての資格は各人の内面にかかわりなく、モンスターと契約を交わすことによって生じる。もはや過去の傷がもたらす逆差別的ナルシシズムなど不要であり、自己決定の論理だけがそこに存在する。契約に用いるカードさえあれば、誰でも仮面ライダーになれるのである。
この「誰でもライダーになれる」という観点をさらに推し進めたのが、平成ライダー第4作『仮面ライダー555』である。この作品の怪人オルフェノクは死から蘇った人間が進化した姿で、仲間を増やすためにまた別の人間を襲おうとする。オルフェノクに対抗できる力を持つ仮面ライダーになるには、変身ベルトを起動するための条件を充たす必要がある。ところがその条件というのは、当人がオルフェノクであるか、あるいはその記号を移植されていることであり、登場人物の大半が当てはまる。つまり本作品では仮面ライダーと怪人は明確に等記号で結ばれ、そして実質的に変身ベルトさえ手にすれば誰もがライダーになれるのである。劇中では3本のベルトの所有者は次々と入れ替わっていくが、終盤でオルフェノクの寿命が短いことが明かされており、彼らはみないつか灰になって死んでいくことが決まっている。彼らにとっての変身ベルト争奪戦とはアイデンティティを確認するためのコミュニケーションであり、そして変身ベルトに装填する道具が携帯電話という設定は、コミュニケーション自体が目的化していることを示している。
平成ライダー第8作『仮面ライダー電王』では、戦闘能力のない主人公が精神体「イマジン」を憑依させることで仮面ライダーに変身する。番組の主要視聴者である児童にとって、変身とは幼児的なナルシシズムを投影したものだが、『ポケットモンスター』を経たこの時代では、強さのイメージが「自分が大きな力を手にすること」ではなく「頼もしい仲間が多くいること」になっており、『電王』の特異な設定はそのことの反映である。
平成ライダー第13作『仮面ライダーフォーゼ』の主人公・如月弦太朗は、過去の傷に囚われておらず、積極的に他人と関わって人間関係を構築していく。仮面ライダーに変身するのは如月だが、彼の活動は「仮面ライダー部」の仲間たちによって支えられている。直接的な戦闘力に欠ける少年少女は、従来作のような「変身しようとしても果たせない」立場に置かれることなく、部内でそれぞれの能力を活かすことで役割を全うする。彼らは言わば「みんなでライダーに変身している」状態にある。これは美しい問題解決法に見えるが、そこからは孤独と向き合う姿勢が取りこぼされており、人と異生物の境界線上に立って葛藤していたかつての仮面ライダーの姿は失われている。